# بيت سيد شريف (ويس)
بیت سید شریف (بالفارسية: سیدشریف) هي منطقة سكنية تقع في إيران في قسم ويس الريفي. يقدر عدد سكانها بـ 431 نسمة.